# AO Haidariou FC
O AO Haidariou FC é um clube de futebol grego, sediado em Haidari, Atenas, Grécia. Está na Gamma Ethniki.